# Nanteuil-la-Fosse
Nanteuil-la-Fosse är en kommun i departementet Aisne i regionen Hauts-de-France i norra Frankrike. Kommunen ligger  i kantonen Vailly-sur-Aisne som ligger i arrondissementet Soissons. År 2022 hade Nanteuil-la-Fosse 196 invånare.

## Befolkningsutveckling
Antalet invånare i kommunen Nanteuil-la-Fosse
Referens: INSEE